# Provincia de Quijarro
La provincia de Quijarro es una provincia de Bolivia. Tiene una superficie de 14.890 km², siendo una de las provincias más grandes a nivel departamental. Su capital es la ciudad de Uyuni. Tiene una población (según el censo de 2012 del Instituto Nacional de Estadística de Bolivia) de 55.327 habitantes.

## Historia
La actual provincia de Quijarro se denominaba provincia de Porco, que fue una de las provincias iniciales creadas mediante el Decreto Supremo del 23 de enero de 1826, durante la presidencia de Antonio José de Sucre.
El 4 de noviembre de 1929, se sustituyó el antiguo nombre de provincia de Porco por el de Quijarro, en honor al político boliviano Antonio Quijarro, durante el gobierno de Hernando Siles Reyes.

## Geografía
La provincia de Quijarro se extiende entre los 19 ° 21 'y 20 ° 59' de latitud sur y entre los 65 ° 46 'y 67 ° 15' de longitud oeste. Limita al norte con el departamento de Oruro, en el oeste con la provincia de Sud Lípez, en el sureste con la provincia de Sud Chichas, al este con las provincias de Nor Chichas y Linares, y en el noreste con la provincia de Frías. La provincia se extiende 180 km de este a oeste y 225 km de norte a sur.

## Demografía
De acuerdo con el censo boliviano de 2024, la población de la provincia de Quijarro es de 53 368 habitantes.
La población de la provincia ha aumentado en tres cuartas partes en las últimas tres décadas:
| Año  | Habitantes | Fuente |
| ---- | ---------- | ------ |
| 1992 | 37 384     | Censo  |
| 2001 | 37 428     | Censo  |
| 2012 | 54 947     | Censo  |
| 2024 | 53 368     | Censo  |

El 87% de la población tiene como primera lengua el español, mientras que 13% de la población habla quechua. La población ha pasado de 37.384 habitantes (censo 1992) a 37 428 (2001), un aumento de sólo el 0,1%. 53% de la población no tiene acceso a la electricidad, el 85% no tienen instalaciones sanitarias. 50% de la población activa trabaja en la agricultura, el 8% en la minería, el 5% en la industria, 37% en servicios. 86% de la población son católicos, 11% protestantes (Datos 2001).

## Municipios
La provincia está dividida en tres municipios, los cuales son:
- Uyuni
- Tomave
- Porco